# Afrogamasellus bakeri
Afrogamasellus bakeri är en spindeldjursart som beskrevs av Hurlbutt 1974. Afrogamasellus bakeri ingår i släktet Afrogamasellus och familjen Rhodacaridae. Inga underarter finns listade i Catalogue of Life.